# 丰特纳瓦德哈瓦加
丰特纳瓦德哈瓦加，是西班牙卡斯蒂利亚-拉曼恰昆卡省的一个市镇。总面积133平方公里，总人口409人（2001年），人口密度3人/平方公里。